# Günter Grass
Günter Grass, nemški pisatelj, kipar, slikar in grafik, * 16. oktober 1927, Gdansk, † 13. april 2015, Lübeck, Nemčija.
Nemški umetnik se je rodil v dvojezičnem Danzigu (sedaj Gdansku). V takratnem zahodnem Berlinu je študiral grafiko, slikarstvo in kiparstvo. Otroštvo in odraščanje v katoliškem okolju, izkušnja druge svetovne vojne ter študij upodabljajoče umetnosti zaznamujejo vsa njegova besedila, ki ostajajo tako ali drugače predvsem avtobiografska. Opus njegovih del je obširen, kljub temu pa ostaja Pločevinasti boben  njegovo najvidnejše delo. Bil član Skupine 47 in velja za enega izmed najpomembnejših avtorjev v nemškem govornem območju današnjega časa. Leta 1999 je prejel Nobelovo nagrado za književnost.
Mednarodni uspeh romana Pločevinasti boben je bil leta 1959 čisto presenečenje ne samo za avtorja, ki je takrat živel v Parizu, ampak tudi za kritike. Z njim se je v mednarodnem literarnem prostoru uveljavila nemška literatura po 2. svetovni vojni. Kljub nekaterim očitkom, ki jih je delo doživelo pri nemškem bralstvu, na primer o pornografskosti, so po izrednem svetovnem uspehu leta 1979 posneli film v režiji Volkerja Schlöndorffa in Margarethe von Trotta, ki je dvajset let po objavi romana prejel oskarja za najboljši tujejezični film.

## Življenjepis

### Izvor in družina
Günter Grass (takrat pisano »Graß«) se je rodil 16. oktobra 1927 v Gdansku kot sin protestantskega trgovca živil in katoličanke kašubskega porekla. Svoje otroštvo je preživel v Gdansku. Starša sta v gdanskem mestnem okrožju Langfuhr (danes Wrzeszcz) vodila trgovino s kolonialnim blagom. Njihovo malo dvosobno stanovanje ni imelo niti lastne kopalnice. Zaradi vtisov, ki jih je nanj naredila njegova katoliška mati, je postal ministrant. Kasneje je zapadel pod vpliv nacionalsocialistične ideologije, kljub temu da po njegovih lastnih navedbah ni bil pretirano navdušen nad Hitlerjevo mladino (Hitlerjugend). Poleti 1944 so v Gdansku začeli s pripravami na evakuacijo mesta pred približujočo se vzhodno fronto.

### Otroštvo in mladost
Med drugo svetovno vojno se je s petnajstimi leti prostovoljno javil v nemško armado – po njegovih navedbah iz razloga, da bi utekel utesnjenosti, ki jo je čutil v družinskem krogu. Po nastopu na delu pomočnika vojnega letalstva in po odsluženem vojaškem roku je bil 10. novembra 1944 pri sedemnajstih letih vpoklican v 10. SS-tankovsko divizijo »Frundsberg«.
Grass je bil 20. aprila 1945 pri Sprembergu ranjen, 8. maja 1945 priprt v Marienbadu in do 24. aprila 1946 ostal v ameriškem ujetništvu. Še vedno ni znano, če je v priporu v Bad Ablingu srečal Josepha Ratzingerja. Ob svojem prijetju je Američanom priznal, da je pripadnik SS-enot.
V njegovih starejših življenjepisih je bilo zapisano, da naj bi leta 1944 postal pomočnik pri protiletalski artileriji in bil kasneje vpoklican kot vojak. Šele v svojem avtobiografskem delu Beim Häuten der Zwiebel leta 2006 je razkril, da je bil vpoklican v SS-enote.

### Izobrazba in odnosi
V letih 1947/48 je Grass absolviral pri nekem kamnoseku v Düsseldorfu. Po tem je od 1948 do 1952 študiral grafiko in kiparstvo na Umetnostni akademiji v Düsseldorfu. Sredstva za preživljanje je služil skupaj s kasneje uveljavljenim slikarjem Herbertom Zangsom. Opravljala sta delo vratarja v lokalu Csikos na Andreasstraße v starem delu mesta Düsseldorf. Kasneje je Herberta Zangsa, ki je bil kot Grass vojak v vojni, ovekovečil kot samovoljnega slikarja z imenom Lankes v svojem delu Pločevinasti boben. Študij je nato med letoma 1953 in 1956 nadaljeval na Visoki šoli za upodabljajočo umetnost v Berlinu pod okriljem kiparja Karla Hartunga. Nato je do leta 1959 živel v Parizu. Leta 1960 se je znova preselil v Berlin (Berlin-Friedenau), kjer je stanoval do leta 1972. Od leta 1972 do 1987 je živel v mestu Wewelsfeth v Schleswig-Holsteinu.
Leta 1954 se je Grass poročil s študentko baleta, Švicarko Anno Schwarz, ki mu je rodila štiri otroke. Čas od začetka leta 1956 do začetka leta 1960 je skupaj z ženo Anno preživel v Parizu, kjer je nastal rokopis za njegovo delo Pločevinasti boben. Leta 1957 se jima tam rodita dvojčka Franz in Raoul. Leta 1961, po vrnitvi v Berlin, je dvojčkoma sledila hči Laura, leta 1965 pa se rodi še sin Bruno. Sedem let kasneje, leta 1972 se Günter Grass in Anna Schwarz ločita. Helene, rojena leta 1974, je hči arhitektke in slikarke Veronike Schröter, s katero je bil Grass v sedemdesetih letih v večletnem razmerju. Leta 1979 se rodi še Nele Krüger, hči Ingrid Krüger in Günterja Grassa. Še istega leta se poroči z organistko Ute Grunert, ki je s seboj v zakon pripeljala dva sinova. V avtobiografskem romanu Škatla (Die Box) pa ne nastopi le njegovih ljubljenih šest otrok, ampak tudi sina Ute Grunert kot »njegovih osem otrok«.
Od avgusta 1986 do januarja 1987 je Günter Grass skupaj z ženo Ute Grunert živel v Indiji, večinoma v Kalkuti.

### Čas ustvarjanja in politična aktivnost
V letih 1956/57 je začel Grass, poleg prvih razstav plastik in grafik v Stuttgartu in Berlinu, postajati pisateljsko dejaven.  Leta 1956 je debitiral kot lirik, dramatik in baletni libretist leta 1957. Do leta 1958 so nastajala predvsem kratka prozna dela, pesmi in gledališke igre, ki jih Grass dodeli poetičnemu in absurdnemu gledališču. Leta 1959 izide Grassov prvi roman Pločevinasti boben, s katerim mu uspe preboj do mednarodne zaznave in slave.
V stanovanju Grassovega soseda in prijatelja Uweja Johnsona v Berlin-Friedenauu, ki se je tisti čas zadrževal v New Yorku, se je leta 1967 naselila Komuna I, ki je od tu načrtovala »Puding-atentat« na podpredsednika ZDA Huberta H. Huphreyja. Atentat je sicer propadel, kljub temu pa je povzročil dokajšen medijski spektakel. Na prošnjo Johnsona, ki ga takrat ni bilo v Nemčiji, je Grass dovolil policiji, da stanovanje izprazni. 
Po enem izmed Grassovih literarnih večerov na evangeličanski cerkveni dan leta 1969 v Stuttgartu si je nekdanji pripadnik SS-a s ciankalijem vzel življenje. Očeta kasnejše novinarke in politologinje Ute Scheub je Grass v delu Polžev dnevnik (Tagebuch einer Schencke) prikazal kot osebo »Manfreda Augusta«.
Novembra 1971 se Grass udeleži tedna nemške kulture v Tel Avivu, kjer ga na pogovor sprejme izraelska predsednica vlade Golda Meir.
Grass je na volilnih bojih pogosto podpiral socialdemokratsko stranko Nemčije (SPD), katere član je postal leta 1982. 
Leta 1965 je objavil žepno knjigo tebe opevam, demokracija – hvalnica willyju (dich singe ich – loblied auf willy), Willyja Brandta je spoznal leta 1961. Potem je še z nekaterimi ustanovil »Volilno pisarno nemških pisateljev«. V veliko razočaranje mu je bilo, ko mu Willy Brandt po svoji volilni zmagi ni zaupal več nobene naloge. S svojimi nazori se je zameril tudi SPD-ju. Tako je leta 1990 nasprotoval ponovni združitvi obeh Nemčij in podpiral idejo o konfederaciji obeh držav, da bi s tem omogočili gospodarsko in demokratično utrditev Vzhodne Nemčije. Leta 1992 je zaradi protesta proti azilnemu kompromisu izstopil iz socialdemokratske stranke (SPD). Ne glede na to pa je ostal politično aktiven in se oprl na ideje socialdemokratov: leta 2005 je podprl schleswig-holsteinsko predsednico vlade Heide Simonis v njenem volilnem boju in si prizadeval za ponovno uvedbo davka na premoženje za tiste, ki služijo bogastvo.
Kot soustanovitelj združenja nemških pisateljev (VS), danes »ver.di«, je Grass pripadal h kritikom društvene politike, ki je bila po njegovem mnenju pod predsedstvom Bernta Engelmanna prepogosto preveč strpna do vzhodnoevropskih diktatur. Na konferenci zveznih delegatov v Hamburgu (24. - 26. september 1987) se je pustil izvoliti v zvezni upravni odbor, nato pa na kongresu v Stuttgartu leta 1988 z mesta odstopil.

## Dela in delovanje

### Pisanje proti pozabi
Namen Grassovih del »Pisanje proti pozabi« je še potrebno ugotoviti. Njegova dela tematizirajo nacionalsocializem oz. ravnanje v ozadju le-tega. Tudi Grassova povojna dela se dogajajo (npr. v delu Po rakovo (Im Krebsgang, 2002)), obravnavajo tematiko pozabe in tematiko krivde. Po pozdravnih besedah komiteja za njegovo Nobelovo nagrado je spoštovan zaradi tega, ker je »v črnih (munterschwarz) zgodbah upodobil pozabljeni obraz zgodovine«.

### O njegovih delih
V zelo slikovitem jeziku izide leta 1959 roman Pločevinasti boben, po katerem je kasneje nastal film Volkerja Schlöndorffa. Gre za infantilnega posebneža Oskarja Matzeratha, ki z otroške perspektive opisuje svet odraslih in po zaslugi svojega pločevinastega bobna priča o dogodkih, na katerih ni bil neposredno prisoten, kot je na primer rojstvo njegove matere. Za roman je, po branju iz neobjavljenega rokopisa, leta 1958 prejel nagrado Skupine 47, katere član je od leta 1957. Leta 1960 ga je žirija Bremenske literarne nagrade hotela nagraditi za njegovo delo Pločevinasti boben, vendar je to preprečil bremenski senat. V tem in v naslednjem letu te nagrade niso podelili nikomur.
S Pločevinastim bobnom, kjer se je prvič soočil z zgodovinsko resničnimi dogodki in nadnaravno-grotesknim slikovitim jezikom, je Grass odkril svoj stil. Kot eden izmed prvih nemško govorečih pisateljev je obravnavall dogodke druge svetovne vojne in se odločil za predmetni opis zgodovinskega konteksta. Preko tega dela pa je bila na področje svetovne literature sprejeta tudi Kašubija.
Njegova druga knjiga Mačka in miš (Katz und Maus, 1961), katere dogajanje je prav tako postavljeno v Gdansk, v čas druge svetovne vojne, v kateri opisuje zgodbo fanta Joachima Mahlkeja, je bila sprva povod za škandal. Večinoma zaradi »samozadovoljevalne scene« je hesenski minister za delo, dobrobit ljudstva in zdravstvo leta 1961 pri zveznem preskusnem mestu predlagal, da novelo zaradi nemoralne vsebine indicirajo. Zaradi protesta javnosti in drugih pisateljev so predlog umaknili. Dve leti kasneje je izšla knjiga Pasja leta (Hundejahre, 1963), zadnje delo gdanske trilogije.
Z delom Plebejci poskušajo upor (Die Plebejer proben den Aufstand) je leta 1966 izšla nova Grassova drama, ki je postala njegovo najbolj znano odrsko delo. Tematizira delavsko vstajo z dne 17. junija 1953 v Vzhodni Nemčiji in vlogo marksističnih intelektualcev. Glavno figuro »šefa« je s številnimi potegi oblikoval Bertold Brecht. Proti interpretaciji, ki dramo zniža na nivo »anti-Brecht-dela«, je Grass vselej protestiral. Leta 1968 je Grass objavil knjigo z naslovom Pisma čez mejo (Briefe über die Grenze), v kateri opisuje dialoge med njim in češkim pisateljem Pavlom Kohoutom glede Praške pomladi. 
Leta 1969 izide Grassov roman Lokalno omamljen (Örtlich betäubt). V njej opisuje svoje lastno (anarhistično in socialdemokratsko) politično naravnanje na različne osebe, katere se ukavrjajo z aktualnimi problemi, v središču zobozdravnik. To je bilo prvič, da je Grass pisal o aktualni temi (študentsko gibanje), saj se njegove prejšnje knjige vedno nanašajo na preteklost. V ZDA je bila knjiga sprejeta precej evforično, v nasprotju z Nemčijo, kjer so bili kritiki raje bolj zadržani. Po izidu  pripovedi Iz dnevnika nekega polža (Aus dem Tagebuch einer Schecke, 1972), v kateri opisuje volilni boj za v zvezni parlament leta 1969, se je Grass umaknil iz političnega življenja.
Leta 1977 so objavili Grassov roman List (Der Butt), ki podčrtava njegov epski sloves. Dve leti kasneje Grass izda naslednjo knjigo, pripoved Srečanje v Telgteju (Das Treffen in Telgte). Nekaj pesnikov iz časa baroka se zbere v Telgteju leta 1647 med obravnavo o westfaltskem miru. Srečanje steče pretežno po navadah Skupine 47, ki jo 300 let kasneje ustanovi Hans Werner Richter. Pripoved je posvečena Richterju. Prvi stavek iz dela List (Der Butt): »Ilsebill je dosolila«, je po odločitvi prominentne žirije postal najlepši začetni stavek nemške literature.
Potovanje v Azijo je Grassa leta 1980 navdušilo, da je napisal Kopfgeburten oder Die Deutschen sterben aus, pripovedno delo, ki med drugim opisuje takratne politične dogodke. Osem let kasneje sledi prozno delo Podganka, po katerem je bil leta 1997 posnet film. Prikazuje apokaliptični oris o samomoru človeštva. Leta 1992 izide pripoved Unkenrufe, ki prikazuje Grassova prizadevanja za pobratenje Nemcev med seboj in z vzhodnimi sosedi.
Roman Široko polje (Ein weites Feld) je izšel leta 1995. Dogajanje je postavljeno v čas med gradnjo zidu in ponovno združitvijo obeh Nemčij in velja za panoramo nemške zgodovine od revolucije leta 1848 do sedanjosti. Roman je razgrnil krilatico, ki je postala stavek o Vzhodni Nemčiji: »Živimo v udobni diktaturi.« in je pustil dolgoročen učinek, ki še do danes ni popustil. Za to silno sporno, politično orientirano knjigo je Grass prejel nagrado Hans-Fallada. Protagonist romana, Fonty, se naslanja na alter ego Theodorja Fontanea in tako poveže 19. stoletje z današnjim časom. O knjigi se je v javnosti veliko razglabljalo, kar je med drugi pripeljalo do tega, da so že po osmih tednih morali natisniti že peto naklado.
Leta 2002 je izšla novela Po rakovo (Im Krebsgang), ki obravnava propad z ubežniki napolnjeno ladjo Willhelm Gustloft na koncu druge svetovne vojne. Leto kasneje izide knjiga Zadnji plesi (Letzte Tänze), zbirka pretežno erotično zaznamovanih zgodb in risb.
Beim Häuten der Zwiebel, avtobiografsko zaznamovana knjiga brez eksplicitnih vrstnih oz. skupinskih oznaki je izšla leta 2006. V njej Grass piše o tem, da je bil pri sedemnajstih letih član Waffen-SS. Javnost se je s to okoliščino seznanila tik pred izidom knjige preko intervjuja Günterja Grassa v časopisu Frankfurter Allgemeine (Zeitung).V teh spominih tudi omenja, da se je ob koncu vojne znašel v ujetniškem taborišču pri Bad Aiblingu, kjer se je seznanil in spoprijateljil s sojetnikom in poznejšim papežem Josephom Ratzingerjem. Joseph Ratzinger se je sicer ob koncu druge svetovne vojne res znašel v istem ujetniškem taborišču, vendar se epizode, ki jo v svojih spominih opisuje Grass, ne spomni. Tudi papežev brat Georg Ratzinger, ki se je ob koncu vojne enako znašel v istem ujetniškem taborišču, Grassove zgodbe o njegovem takratnem srečanju s poznejšim papežem nima za verjetne oziroma jo ima za izmišljeno.

## Priznanja in nagrade
Leta 1999 je prejel Nobelovo nagrado za književnost, ker je, po utemeljitvi žirije, »v razposajeno črnih fabulah prikazal pozabljen obraz zgodovine«. Od takrat je Grass prejel še precej odlik, nekaj jih je navedenih v nadaljevanju.
Leta 1965 je prejel Büchnerjevo nagrado »za svoje lirično in prozno delo, v katerem drzno, kritično in na široko predstavi življenje v današnjih časih«. Leta 1967 so ga odlikovali z medaljo Carl-von-Ossietzky, leta 1968 z nagrado Fontane. Leta 1969 je prejel nagrado Theodor-Heuss. Leta 1994 mu je bavarska akademija lepih umetnosti podelila njeno Veliko literarno nagrado. Leta 1995 so ga odlikovali z medaljo Hermann-Kesten, leto kasneje pa z nagrado Thomas-Mann mesta Lübeck in nagrado Samuel-Bogumil-Linde. Leta 1999 so ga počastili z nagrado Princa iz Asturije za humanistiko in književnost. Od leta 2005 je častni doktor Svobodne univerze v Berlinu.
Leta 2006 so mu podelili mednarodno nagrado Brücke (Internationale Brückepreis), ki jo je zavrnil, saj so CDU-komunalni politiki dvomili v odločitev neodvisne nemško-poljske žirije. Prav tako je leta 1982 zavrnil nagrado Antonio-Feltrinelli.
Grass je od leta 1993 častni meščan rojstnega mesta Gdansk in častni doktor na tamkajšnji univerzi. Leta 2009 so v njegovem rojstne mestu otvorili muzej Günterja Grassa. Leta 2007 je prejel nagrado Ernst-Toller.
Leta 1960 predvidena čast glede prejetja bremenske literarne nagrade se je izjalovila zaradi oporekanja bremenskega senata, je pa istega leta vendarle prejel nagrado nemških kritikov (Deutscher Kritikerpreis).
Po literatu so poimenovali tudi leta 1989 odkriti asteroid 11496 Grass.

## Prevedeno v slovenščino
- Pločevinasti boben (COBISS)
- Mačka in miš (COBISS)
- Podganka (COBISS)
- Po rakovo (COBISS)
- List (COBISS)